# Brzóstowa
Brzóstowa – wieś w Polsce, położona w województwie świętokrzyskim, w powiecie ostrowieckim, w gminie Ćmielów.
W latach 1954–1961 wieś należała a była siedzibą władz do 1959 r. gromady Brzóstowa, kiedy to przemianowano ją na gromadę Ćmielów. W latach 1975–1998 miejscowość położona była w województwie tarnobrzeskim.
Przez miejscowość przebiega droga wojewódzka nr 755.
Wieś sołecka gminy Ćmielów.
Wierni kościoła rzymskokatolickiego należą do parafii Wniebowzięcia Najświętszej Maryi Panny w Ćmielowie.

## Części wsi
| SIMC    | Nazwa                | Rodzaj    |
| ------- | -------------------- | --------- |
| 0789387 | Czarny Szosik        | część wsi |
| 0789393 | Folwark              | część wsi |
| 0789401 | Kolonie Brzóstowskie | część wsi |
| 0789418 | Podszosie            | część wsi |

## Historia
W wieku XIX „Brzustowa”, lub Brzóstowa, wieś i folwark w powiecie opatowskim, gminie i parafii Ćmielów.
- 1827 r.– było tu 56 domów, 421 mieszkańców
- 1880 r.– było 38 domów i 277 mieszkańców na 495 morgach ziemi dworskiej i 500 morgach ziemi włościańskiej[7]
- 1921 r.– w folwarku spisano 11 domów i 200 mieszkańców, we wsi wówczas nazywanej „Brzostowa” 95 domów i 592 mieszkańców[8].

Wieś i folwark należały do dóbr księcia Druckiego-Lubeckiego, w dobrach Brzóstowa był także Kseweryn (dziś część wsi Krzczonowice) opisany jako folwark z 1 domem i 12 mieszkańcami na 193 morgach gruntu.

## Urodzeni w Brzóstowej
- Marian Raciborski (1863) – polski botanik,
- Antoni Kozubowski (1805) – profesor UJ w Krakowie anatom i publicysta.